# Handebol nos Jogos Olímpicos de Verão de 2008 - Masculino

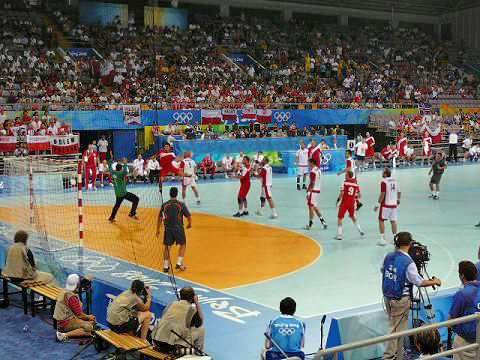
Partida entre Polônia e Islândia pelas quartas-de-final.

O torneio masculino de handebol nos Jogos Olímpicos de Verão de 2008 será disputado entre 9 e 24 de agosto. As partidas serão realizadas no Estádio Nacional Indoor e no Ginásio Centro Esportivo Olímpico. Doze equipes estarão representadas no torneio masculino.
Na primeira fase, as doze equipes classificadas dividem-se em dois grupos com seis seleções cada. As quatro equipes mais bem colocadas avançam as quartas de final enquanto que as demais partem para a disputa de 9º a 12º lugares, sem chances de conquistar medalhas. Os vencedores das quartas avançam as semifinais e os perdedores disputam as posições entre o 5º e o 8º lugares. Nas semifinais as equipes vencedoras diputam a medalha de ouro e as perdedoras brigaram pela medalha de bronze.
Duas equipes disputaram pela primeira vez a final olímpica do handebol com vitória da França sobre a Islândia por 28 a 23. A medalha de bronze foi conquistada pela Espanha após vitória por 35 a 29 sobre a Croácia, campeã de Atenas 2004.

## Medalhistas
|  | FRA França |  | ISL Islândia |  | ESP Espanha |
|  | Didier Dinart Cédric Burdet Guillaume Gille Bertrand Gille Daniel Narcisse Olivier Girault Daouda Karaboué Nikola Karabatić Christophe Kempe Thierry Omeyer Joël Abati Luc Abalo Michaël Guigou Cédric Paty |  | Björgvin Páll Gústavsson Logi Geirsson Sigfús Sigurðsson Ásgeir Örn Hallgrímsson Arnór Atlason Guðjón Valur Sigurðsson Snorri Steinn Guðjónsson Ólafur Stefánsson Sturla Ásgeirsson Alexander Petersson Hreiðar Guðmundsson Sverre Andreas Jakobsson Róbert Gunnarsson Ingimundur Ingimundarson |  | José Javier Hombrados Alberto Entrerríos Albert Rocas Raúl Entrerríos Rubén Garabaya Carlos Prieto Jon Belaustegui Demetrio Lozano David Davis David Barrufet Juanín García Iker Romero Cristian Malmagro Víctor Tomás |

## Primeira fase

### Grupo A
| Equipe  | Pts | J | V | E | D | GP  | GC  | SG  |
| ------- | --- | - | - | - | - | --- | --- | --- |
| França  | 9   | 5 | 4 | 1 | 0 | 148 | 115 | +33 |
| Polónia | 7   | 5 | 3 | 1 | 1 | 147 | 128 | +19 |
| Croácia | 6   | 5 | 3 | 0 | 2 | 140 | 115 | +25 |
| Espanha | 6   | 5 | 3 | 0 | 2 | 152 | 145 | +7  |
| Brasil  | 2   | 5 | 1 | 0 | 4 | 129 | 153 | -24 |
| China   | 0   | 5 | 0 | 0 | 5 | 104 | 164 | -60 |

Todas as partidas seguem o fuso horário de Pequim (UTC+8).
| 10 de Agosto de 2008 9:00 | Croácia                   | 31 – 29 | Espanha         | Ginásio Centro Esportivo Olímpico        |
|                           | Lacković, Džomba (5 gols) |         | García (8 gols) | Árbitro: RUS Frank Lemme e Bernd Ullrich |

| 10 de Agosto de 2008 14:00 | França           | 34 – 26 | Brasil         | Ginásio Centro Esportivo Olímpico                  |
|                            | Girault (7 gols) |         | Ertel (5 gols) | Árbitro: ROU Constantin Din e Sorin Laurentiu Dinu |

| 10 de Agosto de 2008 19:00 | Polônia          | 33 – 19 | China                                                                  | Ginásio Centro Esportivo Olímpico                  |
|                            | Jurasik (8 gols) |         | Cui Liang, Wang Xiaojian, Tian Jianxia, Hao Kexin, Zhu Wenxin (3 gols) | Árbitro: IRI Mohsen Karbas-Chi e Majid Kolahdouzan |

| 12 de Agosto de 2008 09:00 | Brasil                | 14 – 33 | Croácia         | Ginásio Centro Esportivo Olímpico         |
|                            | Souza, Ertel (3 gols) |         | Džomba (7 gols) | Árbitro: DEN Martin Gjeding e Mads Hansen |

| 12 de Agosto de 2008 14:00 | China              | 19 – 33 | França                            | Ginásio Centro Esportivo Olímpico             |
|                            | Hao Kexin (5 gols) |         | Karabatić, Abalo, Guigou (5 gols) | Árbitro: SWE Rickard Canbro e Mikael Claesson |

| 12 de Agosto de 2008 15:45 | Espanha        | 30 – 29 | Polônia                    | Ginásio Centro Esportivo Olímpico             |
|                            | Rocas (7 gols) |         | Lijewski, Jurasik (4 gols) | Árbitro: RUS Igor Chernega e Victor Poladenko |

| 14 de Agosto de 2008 10:45 | Polônia                      | 28 – 25 | Brasil           | Ginásio Centro Esportivo Olímpico                  |
|                            | Jurecki, Tłuczyński (6 gols) |         | Ribeiro (7 gols) | Árbitro: IRI Mohsen Karbas-Chi e Majid Kolahdouzan |

| 14 de Agosto de 2008 15:45 | China              | 22 – 36 | Espanha        | Ginásio Centro Esportivo Olímpico                           |
|                            | Cui Liang (5 gols) |         | Tomás (7 gols) | Árbitro: EGY Moustafa El Moamli e Shaban Mohamed Shaban Ali |

| 14 de Agosto de 2008 20:45 | França            | 23 – 19 | Croácia         | Ginásio Centro Esportivo Olímpico             |
|                            | B. Gille (7 gols) |         | Džomba (5 gols) | Árbitro: RUS Igor Chernega e Victor Poladenko |

| 16 de Agosto de 2008 09:00 | Brasil                              | 29 – 22 | China                       | Ginásio Centro Esportivo Olímpico                           |
|                            | Justino, Laureano, Ribeiro (5 gols) |         | Cui Liang, Cui Lei (4 gols) | Árbitro: EGY Moustafa El Moamli e Shaban Mohamed Shaban Ali |

| 16 de Agosto de 2008 14:00 | França            | 28 – 21 | Espanha         | Ginásio Centro Esportivo Olímpico        |
|                            | B. Gille (6 gols) |         | García (7 gols) | Árbitro: GER Frank Lemme e Bernd Ullrich |

| 16 de Agosto de 2008 19:00 | Croácia         | 24 – 27 | Polônia             | Ginásio Centro Esportivo Olímpico         |
|                            | Džomba (7 gols) |         | Tłuczyński (7 gols) | Árbitro: DEN Martin Gjeding e Mads Hansen |

| 18 de Agosto de 2008 10:45 | Espanha         | 36 – 35 | Brasil                  | Ginásio Centro Esportivo Olímpico            |
|                            | Romero (8 gols) |         | Pacheco Filho (12 gols) | Árbitro: POL Miroslaw Baum e Marek Goralczyk |

| 18 de Agosto de 2008 15:45 | Croácia        | 33 – 22 | China              | Ginásio Centro Esportivo Olímpico                  |
|                            | Šprem (8 gols) |         | Hao Kexin (6 gols) | Árbitro: IRI Mohsen Karbas-Chi e Majid Kolahdouzan |

| 18 de Agosto de 2008 20:45 | Polônia          | 30 – 30 | França             | Ginásio Centro Esportivo Olímpico                  |
|                            | Jurecki (7 gols) |         | Karabatić (8 gols) | Árbitro: UKR Aleksander Liudowyk e Valentyn Vakula |

### Grupo B
| Equipe        | Pts | J | V | E | D | GP  | GC  | SG |
| ------------- | --- | - | - | - | - | --- | --- | -- |
| Coreia do Sul | 6   | 5 | 3 | 0 | 2 | 122 | 129 | -7 |
| Dinamarca     | 6   | 5 | 2 | 2 | 1 | 137 | 131 | +6 |
| Islândia      | 6   | 5 | 2 | 2 | 1 | 151 | 146 | +5 |
| Rússia        | 5   | 5 | 2 | 1 | 2 | 136 | 131 | +5 |
| Alemanha      | 5   | 5 | 2 | 1 | 2 | 126 | 130 | -4 |
| Egito         | 2   | 5 | 0 | 2 | 3 | 127 | 132 | -5 |

| 10 de Agosto de 2008 10:45 | Rússia            | 31 – 33 | Islândia             | Ginásio Centro Esportivo Olímpico        |
|                            | Igropulo (9 gols) |         | Guðjónsson (12 gols) | Árbitro: SLO Nenad Krstic e Peter Ljubic |

| 10 de Agosto de 2008 15:45 | Alemanha       | 27 – 23 | Coreia do Sul        | Ginásio Centro Esportivo Olímpico             |
|                            | Kraus (7 gols) |         | Cho Chi-hyo (7 gols) | Árbitro: SWE Rickard Cambro e Mikael Claesson |

| 10 de Agosto de 2008 20:45 | Dinamarca             | 23 – 23 | Egito             | Ginásio Centro Esportivo Olímpico      |
|                            | Christiansen (6 gols) |         | El-Ahmar (8 gols) | Árbitro: FRA Gilles Bord e Olivier Buy |

| 12 de Agosto de 2008 10:45 | Egito              | 27 – 28 | Rússia               | Ginásio Centro Esportivo Olímpico                  |
|                            | El-Ahmar (10 gols) |         | Rastvortsev (8 gols) | Árbitro: UKR Aleksander Liudowyk e Valentyn Vakula |

| 12 de Agosto de 2008 19:00 | Coreia do Sul          | 31 – 30 | Dinamarca          | Ginásio Centro Esportivo Olímpico             |
|                            | Jung Su-young (9 gols) |         | Nøddesbo (11 gols) | Árbitro: LAT Renars Licis e Zigmars Stolarovs |

| 12 de Agosto de 2008 20:45 | Islândia            | 33 – 29 | Alemanha        | Ginásio Centro Esportivo Olímpico      |
|                            | Guðjónsson (8 gols) |         | Kraus (13 gols) | Árbitro: FRA Gilles Bord e Olivier Buy |

| 14 de Agosto de 2008 09:00 | Alemanha          | 25 – 23 | Egito         | Ginásio Centro Esportivo Olímpico        |
|                            | Glandorf (7 gols) |         | Zaky (7 gols) | Árbitro: SLO Nenad Krstic e Peter Ljubic |

| 14 de Agosto de 2008 14:00 | Coreia do Sul            | 22 – 21 | Islândia                      | Ginásio Centro Esportivo Olímpico            |
|                            | Yoon Kyung-shin (6 gols) |         | Geirsson, Sigurðsson (5 gols) | Árbitro: POL Miroslaw Baum e Marek Goralczyk |

| 14 de Agosto de 2008 19:00 | Dinamarca             | 25 – 24 | Rússia                          | Ginásio Centro Esportivo Olímpico                |
|                            | Christiansen (6 gols) |         | Chernoivanov, Igropulo (6 gols) | Árbitro: ESP Vicente Breto e Jose Antonio Huelin |

| 16 de Agosto de 2008 10:45 | Egito                 | 22 – 24 | Coreia do Sul          | Ginásio Centro Esportivo Olímpico                |
|                            | Abd El-Salam (8 gols) |         | Paek Won-chul (7 gols) | Árbitro: ESP Vicente Breto e Jose Antonio Huelin |

| 16 de Agosto de 2008 15:45 | Rússia            | 24 – 24 | Alemanha       | Ginásio Centro Esportivo Olímpico            |
|                            | Filippov (6 gols) |         | Kraus (6 gols) | Árbitro: POL Miroslaw Baum e Marek Goralczyk |

| 16 de Agosto de 2008 20:45 | Dinamarca         | 32 – 32 | Islândia            | Ginásio Centro Esportivo Olímpico             |
|                            | Nøddesbo (6 gols) |         | Guðjónsson (8 gols) | Árbitro: SWE Rickard Canbro e Mikael Claesson |

| 18 de Agosto de 2008 09:00 | Islândia             | 32 – 32 | Egito         | Ginásio Centro Esportivo Olímpico                  |
|                            | Sigurðsson (10 gols) |         | Zaky (9 gols) | Árbitro: ROU Constantin Din e Sorin Laurentiu Dinu |

| 18 de Agosto de 2008 14:00 | Rússia               | 29 – 22 | Coreia do Sul            | Ginásio Centro Esportivo Olímpico      |
|                            | Rastvortsev (6 gols) |         | Yoon Kyung-shin (7 gols) | Árbitro: FRA Gilles Bord e Olivier Buy |

| 18 de Agosto de 2008 19:00 | Alemanha       | 21 – 27 | Dinamarca       | Ginásio Centro Esportivo Olímpico        |
|                            | Kraus (6 gols) |         | Boesen (8 gols) | Árbitro: SLO Nenad Krstic e Peter Ljubic |

## Segunda fase
|  | Quartas de final | Quartas de final | Quartas de final |        |    | Semifinal | Semifinal           | Semifinal           |                     |  | Disputa pelo ouro | Disputa pelo ouro | Disputa pelo ouro |
|  |                  |                  |                  |        |    |           |                     |                     |                     |  |                   |                   |                   |
|  | A2               | Polónia          | 30               |        |    |           |                     |                     |                     |  |                   |                   |                   |
|  | B3               | Islândia         | 32               |        |    |           |                     |                     |                     |  |                   |                   |                   |
|  | B3               | Islândia         | 32               |        |    | Islândia  | 36                  |                     |                     |  |                   |                   |                   |
|  |                  |                  |                  |        |    | Islândia  | 36                  |                     |                     |  |                   |                   |                   |
|  |                  |                  | Espanha          | 30     |    |           |                     |                     |                     |  |                   |                   |                   |
|  | B1               | Coreia do Sul    | Espanha          | 30     | 24 |           |                     |                     |                     |  |                   |                   |                   |
|  | B1               | Coreia do Sul    |                  |        | 24 |           |                     |                     |                     |  |                   |                   |                   |
|  | A4               | Espanha          | 29               |        |    |           |                     |                     |                     |  |                   |                   |                   |
|  |                  |                  |                  |        |    |           |                     |                     |                     |  |                   | Islândia          | 23                |
|  |                  |                  |                  | França | 28 |           |                     |                     |                     |  |                   |                   |                   |
|  | B2               | Dinamarca        | 24               |        |    |           |                     |                     |                     |  |                   |                   |                   |
|  | A3               | Croácia          | 26               |        |    |           |                     |                     |                     |  |                   |                   |                   |
|  | A3               | Croácia          | 26               |        |    | Croácia   | 23                  |                     |                     |  |                   |                   |                   |
|  |                  |                  |                  |        |    | Croácia   | 23                  |                     |                     |  |                   |                   |                   |
|  |                  |                  | França           | 25     |    |           | Disputa pelo bronze | Disputa pelo bronze | Disputa pelo bronze |  |                   |                   |                   |
|  | A1               | França           | 27               |        |    |           |                     | Espanha             | 35                  |  |                   |                   |                   |
|  | B4               | Rússia           | 24               |        |    |           |                     |                     |                     |  |                   | Croácia           | 29                |

### Quartas de final
| 20 de Agosto de 2008 12:00 | França            | 27 – 24 | Rússia             | Ginásio Centro Esportivo Olímpico        |
|                            | Narcisse (9 gols) |         | Koksharov (5 gols) | Árbitro: GER Frank Lemme e Bernd Ullrich |

| 20 de Agosto de 2008 14:15 | Islândia           | 32 – 30 | Polónia                      | Ginásio Centro Esportivo Olímpico      |
|                            | Petersson (6 gols) |         | Jachlewski, Tkaczyk (6 gols) | Árbitro: FRA Gilles Bord e Olivier Buy |

| 20 de Agosto de 2008 18:00 | Croácia        | 26 – 24 | Dinamarca             | Ginásio Centro Esportivo Olímpico                |
|                            | Šprem (7 gols) |         | Christiansen (6 gols) | Árbitro: ESP Vicente Breto e Jose Antonio Huelin |

| 20 de Agosto de 2008 20:15 | Coreia do Sul            | 24 – 29 | Espanha        | Ginásio Centro Esportivo Olímpico         |
|                            | Jeong Yi-kyeong (7 gols) |         | Rocas (8 gols) | Árbitro: DEN Martin Gjeding e Mads Hansen |

### Classificação 5º-8º lugares
| 22 de Agosto de 2008 12:00 | Rússia           | 28 – 27 | Dinamarca             | Estádio Nacional Indoor                                     |
|                            | Dibirov (8 gols) |         | Christiansen (8 gols) | Árbitro: EGY Moustafa El Moamli e Shaban Mohamed Shaban Ali |

| 22 de Agosto de 2008 14:15 | Polônia          | 29 – 26 | Coreia do Sul            | Estádio Nacional Indoor                       |
|                            | Jurasik (7 gols) |         | Yoon Kyung-shin (6 gols) | Árbitro: SWE Rickard Canbro e Mikael Claesson |

### Semifinais
| 22 de Agosto de 2008 18:00 | França                    | 25 – 23 | Croácia                | Estádio Nacional Indoor                       |
|                            | Burdet, Narcisse (6 gols) |         | Horvat, Šprem (5 gols) | Árbitro: RUS Igor Chernega e Victor Poladenko |

| 22 de Agosto de 2008 20:15 | Islândia                      | 36 – 30 | Espanha        | Estádio Nacional Indoor                  |
|                            | Geirsson, Sigurðsson (7 gols) |         | Rocas (7 gols) | Árbitro: SLO Nenad Krstic e Peter Ljubic |

### Disputa pelo 7º lugar
| 24 de Agosto de 2008 8:00 | Dinamarca       | 37 – 26 | Coreia do Sul          | Estádio Nacional Indoor                                    |
|                           | Hansen (8 gols) |         | Ko Kyung-soo (10 gols) | Árbitro: BRA Jesus Aires Menezes e Rogério Aparecido Pinto |

### Disputa pelo 5º lugar
| 24 de Agosto de 2008 10:15 | Rússia              | 28 – 29 | Polónia          | Estádio Nacional Indoor                            |
|                            | Koksharov (10 gols) |         | Jurasik (6 gols) | Árbitro: IRI Mohsen Karbas-Chi e Majid Kolahdouzan |

### Disputa pelo bronze
| 24 de Agosto de 2008 13:30 | Croácia          | 29 – 35 | Espanha                 | Estádio Nacional Indoor                            |
|                            | Duvnjak (7 gols) |         | Prieto, García (7 gols) | Árbitro: ROU Constantin Din e Sorin Laurentiu Dinu |

### Final
| 24 de Agosto de 2008 15:45 | França             | 28 – 23 | Islândia            | Estádio Nacional Indoor                  |
|                            | Karabatić (8 gols) |         | Stefánsson (5 gols) | Árbitro: GER Frank Lemme e Bernd Ullrich |

## Classificação final
| Pos.    | País              |
| ------- | ----------------- |
| Ouro.   | FRA França        |
| Prata.  | ISL Islândia      |
| Bronze. | ESP Espanha       |
| 4       | CRO Croácia       |
| 5       | POL Polônia       |
| 6       | RUS Rússia        |
| 7       | DEN Dinamarca     |
| 8       | KOR Coreia do Sul |
| 9       | GER Alemanha      |
| 10      | EGY Egito         |
| 11      | BRA Brasil        |
| 12      | CHN China         |